# Pulsatilla ucrainica
Pulsatilla ucrainica är en ranunkelväxtart som först beskrevs av Ugr., och fick sitt nu gällande namn av Olena Dmytrivna Wissjulina. Pulsatilla ucrainica ingår i släktet pulsatillor, och familjen ranunkelväxter. Inga underarter finns listade i Catalogue of Life.